# Тууру
Ту́уру (ест. Tuuru küla) — село в Естонії, у волості Рідала повіту Ляенемаа.

## Населення
Чисельність населення на 31 грудня 2011 року становила 29 осіб.

## Географія
Село розташоване на березі затоки Топу (Topu laht) у протоці Вяйнамері.
Через населений пункт проходять автошляхи 16111 (Паріла — Кійдева) та 16112 (Тууру — Пуйзе).